# 서기홍
서기홍(徐基弘, 일본식 이름: 大岡基弘, 1898년 2월 ~ ?)은 일제강점기의 법조인이다.

## 생애
경상남도 마산 출신으로 경성법학전문학교를 졸업하고 법조계에 들어섰다.
1919년에 부산지방법원 거창지청에서 서기로 근무하기 시작하였고, 경성지방법원 서기 겸 통역생을 거쳐 1922년에는 조선총독부 판사로 임용되었다. 부산지방법원 마산지청 판사와 광주지방법원 장흥지청 판사를 역임했다.
1926년에 판사직에서 물러나 마산에서 변호사를 개업했다. 이때 정7위에 서위되어 있었다. 마산농상금융 취체역을 지내는 등 기업인으로도 활동했다.
2008년 공개된 민족문제연구소의 친일인명사전 수록예정자 명단 중 사법 부문에 포함되었다.

## 참고 문헌
- 서기홍(徐基弘) - 국사편찬위원회